# Pauvre Rutebeuf
Pistes de Le Guinche
Le Temps du plastique L'Amour
Pauvre Rutebeuf est une chanson de Léo Ferré parue sur l'album Le Guinche, publié par Odeon en 1955. Il s'agit d'un assemblage d'extraits des poèmes La Complainte de Rutebeuf et La Griesche d'Yver du poète du XIIIe siècle Rutebeuf, adaptés en français moderne par Ferré lui-même. Cette chanson au succès international a joué un rôle important dans la redécouverte de Rutebeuf par le grand public et est aujourd'hui considérée comme un classique du répertoire.

## Paroles
Que sont mes amis devenus

Que j'avais de si près tenus

Et tant aimés

Ils ont été trop clairsemés

Je crois le vent les a ôtés

L'amour est morte

Ce sont amis que vent emporte

Et il ventait devant ma porte

Les emporta

Avec le temps qu'arbre défeuille

Quand il ne reste en branche feuille

Qui n'aille à terre

Avec pauvreté qui m'atterre

Qui de partout me fait la guerre

Au temps d'hiver

Ne convient pas que vous raconte

Comment je me suis mis à honte

En quelle manière

Que sont mes amis devenus

Que j'avais de si près tenus

Et tant aimés

Ils ont été trop clairsemés

Je crois le vent les a ôtés

L'amour est morte

Le mal ne sait pas seul venir

Tout ce qui m'était à venir

M'est avenu

Pauvre sens et pauvre mémoire

M'a Dieu donné le Roi de gloire

Et pauvre rente

Et droit au cul quand bise vente

Le vent me vient le vent m'évente

L'amour est morte

Ce sont amis que vent emporte

Et il ventait devant ma porte

Les emporta

L'espérance de lendemain

Ce sont mes fêtes

## Enregistrement

### Musiciens
- Léo Ferré : piano, orgue

### Production
- Prise de son : ?
- Production exécutive : Edouard Dory

## Interprétations sur scène
Il existe à ce jour sept versions interprétées par Léo Ferré sur scène : 
- la première, en mars 1956 sur la scène du théâtre Gramont de Paris (album dématérialisé Prenez garde à la poésie, 2019)
- la deuxième, en juin 1956 sur la scène du théâtre Gramont de Paris (album dématérialisé Prenez garde à la poésie, 2019)
- la troisième, en janvier 1958 sur la scène de Bobino à Paris  (album Léo Ferré à Bobino, 1958)
- la quatrième, en janvier 1961 sur la scène du théâtre du Vieux-Colombier à Paris (coffret L'Âge d'or : intégrale 1960-1967, 2020)
- la cinquième, en février 1966 sur la scène du Studio 102 de la Maison de la Radio, à Paris (coffret L'Âge d'or : intégrale 1960-1967, 2020)
- la sixième, en avril 1984 sur la scène du Théâtre des Champs-Elysées de Paris (album Léo Ferré au Théâtre des Champs-Élysées, 1984)
- la septième, en novembre 1986 sur la scène du Théâtre Libertaire de Paris (coffret Léo Ferré au Théâtre libertaire de Paris, 2006)

## Reprises
De nombreuses interprétations de cette chanson existent, entre autres : Catherine Sauvage (1956), Germaine Montero (1956), Cora Vaucaire (enregistré chez Pathé en avril 1957, mais sorti en 1999), Jacques Douai (1957), Marc et André (1961), Joan Baez (1965), Hugues Aufray (1967), Nana Mouskouri (1970), Hélène Martin (1975), Véronique Chalot (1975), Claude Dubois (1987), Petru Guelfucci (1988), James Ollivier (1988), Philippe Léotard (1994), Renée Claude (1994), Marc Ogeret (1999), Didier Barbelivien (2003), Alain Barrière (2007) Dani Klein (Vaya Con Dios) (2009), Jan De Wilde (2010) et Emmanuel Depoix (2014).